# Brachys cephalicus
Brachys cephalicus es una especie de escarabajo barrenador metálico del género Brachys, categorizada en la tribu Trachyini, de la subfamilia Agrilinae.

## Taxonomía
Fue descrita científicamente por Schaeffer en 1909.
Tratamiento taxonómico
La especie aparece registrada y publicada en New Coleoptera chiefly from Arizona. The Museum of the Brooklyn Institute of Arts and Sciences, Science Bulletin 1(15):375-386. (1909).